# 서향순
서향순(徐香順, 1967년 7월 8일~)은 대한민국의 여자 양궁 선수이다. 대한민국 최초의 여자 올림픽 금메달리스트다.
광주여자고등학교 2학년에 재학 중이던 1984년에 국가대표로 선발되어 미국 로스앤젤레스에서 열린 1984년 하계 올림픽에 참가하였다. 당시 양궁 여자 국가대표팀은 여러 차례 세계 대회를 석권한 김진호에게 큰 기대를 걸고 있었으나, 이 올림픽 대회가 첫 국제 대회 출전이자 양궁 엘리트 코스를 밟은 적이 없었던 서향순이 선배 김진호를 꺾고 대한민국 여자 선수로는 최초로 올림픽 금메달을 획득하는 돌풍을 일으켰다.
LA 올림픽 이후로는 별다른 모습을 보여 주지 못해 국가대표로 선발되지 못했고, 1986년 아시안 게임 이후 현역에서 은퇴했다.
은퇴 후에는 이화여자대학교와 조선대학교 대학원에서 체육학을 전공했고, 지도자와 방송 해설자로 활동하기도 했다.
1988년 서울 올림픽 개막식 당시 오륜기 전달을 맡은 한 사람으로 출연하였으며, 30년 뒤인 2018년 평창 동계올림픽에서도 태극기 전달을 맡았다.
남편은 유도선수 박경호이다.
광주광역시에 서향순과 기보배의 이름을 본따서 "기보배·서향순 양궁장"이 건립됐다.